# مارتينا كرهوفا
مارتينا كرهوفا مواليد 17 يونيو 1988 في براغ، هي لاعبة كرة يد تشيكية تلعب كظهير أيمن. مثلت منتخب التشيك لكرة اليد للسيدات.

## سجل المنافسة
شاركت في البطولات التالية:
- بطولة العالم لكرة اليد للسيدات 2013
- بطولة أوروبا لكرة اليد للسيدات 2016

## روابط خارجية
- مارتينا كرهوفا على موقع الاتحاد الأوروبي لكرة اليد (الإنجليزية)